# Debout ! (parti politique)
Ne doit pas être confondu avec Debout la France.
Debout ! (D!) est un parti politique français fondé par François Ruffin en 2017 et enregistré en 2019. Initialement nommé Picardie Debout !, il change de nom en juin 2025.

## Historique

### Élection de François Ruffin comme député en 2017
En novembre 2016, François Ruffin annonce qu'il envisage de se présenter comme candidat aux élections législatives de 2017 dans la première circonscription de la Somme, avec un programme inspiré de celui de LFI, du PCF et d'EELV.
Le 17 février 2017, à Flixecourt, François Ruffin lance officiellement sa campagne pour les élections législatives de 2017 dans la Somme dans la 1re circonscription aux côtés de sa suppléante, la communiste Zoé Desbureaux, devant plus de 600 personnes. Des salariés de l'usine Whirlpool d'Amiens sont présents et viennent expliquer la situation de leur usine, dont la direction a annoncé la fermeture et la délocalisation en Pologne. Son slogan de campagne est « Ils ont l'argent, on a les gens », le symbole de sa campagne la marionnette Lafleur et le nom de son mouvement « Picardie debout ! ». Sa campagne reçoit le soutien de LFI, du PCF, d'EELV et d'Ensemble !,,. 

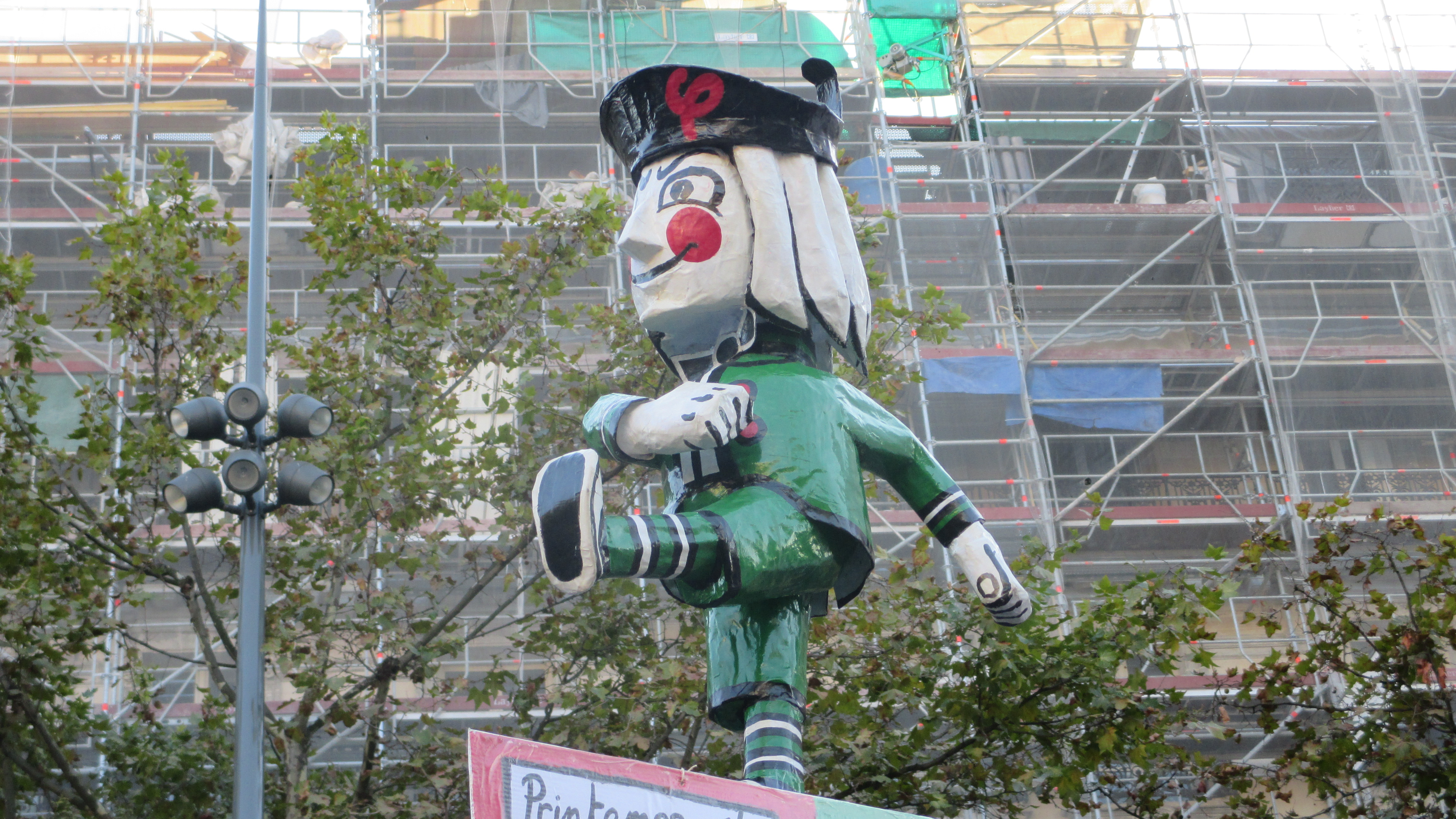
Le personnage de Lafleur frappant avec le pied, figure de « Picardie debout ! », ici à la marche du 23 septembre 2017 organisée par LFI.

Le 11 juin, il se qualifie pour le second tour des législatives avec 24,32 % des suffrages exprimés, arrivant en deuxième position derrière Nicolas Dumont, candidat de La République en marche crédité de 34,13 % des voix. En vue du second tour, il reçoit le soutien de la candidate socialiste éliminée Pascale Boistard puis celui de Corinne Masiero, lors d'un meeting à Longueau. François Ruffin est élu député dans la 1re circonscription de la Somme au second tour en totalisant 55,97 % des suffrages.

### Enregistrement du parti
Le parti est enregistré en février 2019. Il est également doté d'une association de financement. La présidente du parti est alors Isabelle Guyot.
Pour les élections législatives de 2022 dans la Somme, le parti présente deux candidats, dont Ruffin,. Il est le seul à être réélu.
En mai 2023, en vue de l'élection présidentielle française de 2027, Ruffin lance un appel aux dons pour son parti.

### Rupture avec La France insoumise et changement de nom
Le 11 juin 2024, après les élections européennes de 2024 en France qui voient le Rassemblement national arriver en tête, et la dissolution de l'Assemblée nationale en vue des élections législatives françaises de 2024, le parti appelle à manifester contre l'extrême droite à Amiens. Dans le contexte d'une mise à l'écart de critiques de Jean-Luc Mélenchon, dont Danielle Simonnet, Raquel Garrido et Alexis Corbière, La France insoumise n'investit pas Guillaume Ancelet, président de Picardie debout dans la cinquième circonscription de la Somme, lui préférant Simon Mauger. Ancelet retire alors sa candidature et annonce rejoindre l'Association pour une République écologique et sociale (L'Après) le 12 juillet 2024.
En novembre 2024, en vue de l'élection présidentielle de 2027, François Ruffin nomme Mathieu Bosque, issu de La France insoumise, à la tête du parti. Le 28 juin 2025, en vue de se doter d'une envergure nationale, le parti est renommé Debout ! et Ruffin en devient le président.

## Identité visuelle

Logo de 2019 à 2025.
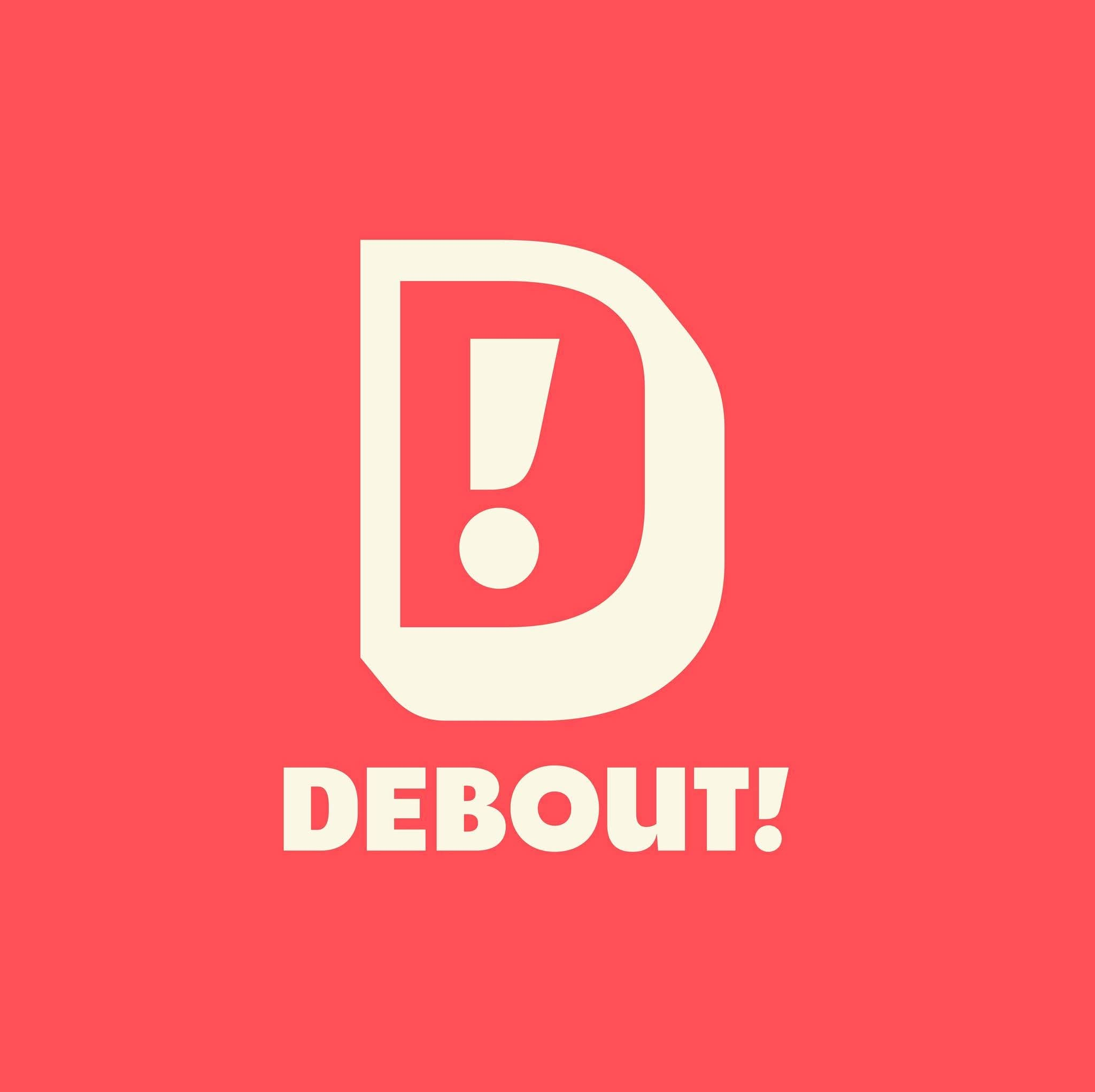
Logo depuis 2025.

## Présidents
- Isabelle Guyot (2019-)
- Guillaume Ancelet (jusqu'en 2024)
- Mathieu Bosque (2024-2025)
- François Ruffin (depuis 2025)

## Résultats électoraux

### Élections législatives
| Année | Premier tour | Premier tour | Second tour | Second tour | Sièges  |
| Année | Voix         | %            | Voix        | %           | Sièges  |
| ----- | ------------ | ------------ | ----------- | ----------- | ------- |
| 2017  | 15 081       |              | 19 329      |             | 1 / 577 |
| 2022a | 23 022       | 0,10         | 33 184      | 0,16        | 1 / 577 |
| 2024b | 17 850       | 0,06         | 27 108      | 0,10        | 1 / 577 |

- a Au sein de la NUPES.
- b Au sein du Nouveau Front populaire.